# 真菌症
真菌症（しんきんしょう）英: mycosis とは、外部の真菌あるいは常在する真菌類がヒトや脊椎動物の組織内に侵入し、異常に増殖して発症する疾患である。代表的な真菌症として白癬菌による白癬（水虫、たむし、およびしらくも）やカンジダによるカンジダ症、クリプトコックスによるクリプトコックス症、アスペルギルスによるアスペルギルス症などが知られている。

## 分類
真菌症は、皮膚真菌症と深在性真菌症に大別される。皮膚真菌症は、患部が皮膚の角質などに止まり真皮に及ばない表在性皮膚真菌症と、患部が真皮以降の皮下組織におよぶ深在性皮膚真菌症に区分される。
深在性真菌症は、脳、肺、心臓など内部臓器まで及ぶ疾患であり、通常腐生菌として生活環境に常在しているか宿主に常在している日和見真菌症と、日本に本来生息しない輸入真菌症に区分される。皮膚科領域で扱う前者と内科系で扱う後者では、病気の性質が大きく異なり、治療法および、使用可能な薬剤も異なる。
表在性皮膚真菌症は、主要な物を大別すると、皮膚糸状菌症（白癬、足白癬、黄癬、渦状癬）、表在性カンジダ症、皮膚マラセチア症（脂漏性湿疹、マラセチア毛包炎）が知られる。稀な例として黒癬がある。
深在性皮膚真菌症は、主要な物として、スポロトリコーシスとクロモミコーシスがある。
日和真菌症では、主要な物として、カンジダ症、アスペルギルス症、クリプトコッカス症、接合菌症がある。
輸入真菌症では、主要な物として、コクシジオイデス症、ヒストプラズマ症、パラコクシジオイデス症、マルネフェイ型ペニシリウム症、ブラストミセス症がある。

## 治療
病原生物が原核生物の細菌である場合、治療には細菌のみに大きな損傷を与えることのできる抗生物質を用いることができる。これは、人体が真核生物という非対称性があるためである。
これに対し、真菌症は病原生物は人体と同じ真核生物で、多糖類からなるキチン質の強固な細胞壁を持ち、菌類の細胞だけに損傷を与えて人体組織に害の少ない薬物は、非常に限られる。このため治療が困難で、完治まで長期間かかってしまう。
また、深在性真菌症は日和見感染症の色彩が強く、アレルギー性疾患やアフラトキシンなど、マイコトキシン中毒も報告されている。症例は増加の一途にあり、診断には菌の培養や生検が必要だが発見が困難なことが多く、診断の遅れから治療開始が遅れ、致死率が高い感染症も見つかっている。
真菌症には抗真菌薬が使用される。真菌症の性質によって局所性あるいは全身性に使用される。光化学療法は菌状息肉腫の主要な治療法である。この他、全身の皮膚、角質層のケア、同時に口腔内除菌ケアを習得して、それを毎日持続して行う事。オーラルヘルスケア、オーラルケアトリートメントによる、除菌ケアが基本となる。
CHX（0,5%クロルヘキシジン）液を数時間毎に使う事で、真菌のコロニー活動を抑制出来る。ファンキゾンなどや、メトロニタゾールの抗真菌薬との併用が効果がある。コロニーが体外に出るまでに最低、皮膚のターンオーバーサイクルの28日以上の塗り薬、CHX液を使う事が推奨される。

## 予防
皮膚を清潔かつ乾燥状態に保つことが、健康状態を保つことと同様に、真菌症の予防に有効である。
口腔内細菌群の中にも真菌は多く存在し、オーラルヘルスケアを怠り歯垢や歯石が増えると、歯周病菌に感染し、ほぼ同時期に、深在性真菌症（全身性真菌症、内臓真菌症）にもなり得る。歯周病菌連鎖という高血圧、動脈硬化、心疾患、脳疾患、各臓器での感染炎症などの発生、胎児発育不全、不妊などが発症する。